# IET Systems Biology
IET Systems Biology is een internationaal, aan collegiale toetsing onderworpen wetenschappelijk tijdschrift op het gebied van de celbiologie en de theoretische biologie. De naam wordt in literatuurverwijzingen meestal afgekort tot IET Syst. Biol. Het wordt uitgegeven door de Institution of Engineering and Technology (IET) en verschijnt tweemaandelijks.
Het tijdschrift is de opvolger van IEE Proceedings - Systems Biology.